# Magyar Autóklub Szolgáltató Központ
A Magyar Autóklub Szolgáltató Központ egy irodaház Budapesten, Budapest IV. kerületében, mely a Magyar Autóklub (MAK) tulajdonában áll és annak országos központjaként, székházaként funkcionál. Egyedi, latin „a” betűt formáló alakja az Autóklub, illetve tágabb értelemben az automobil szavak kezdőbetűjére utal.

## Története
Az épületet a Magyar Autóklub megbízásából Lukács István és Vikár András Ybl-díjas (Lukács 2008-ban, Vikár 2006-ban) építészek tervezték közös tervezőirodájukon keresztül 2007-ben. Céljuk egy olyan korszerű irodaház megépítése volt, ami a lehető legminimálisabb terhelést jelenti környezete számára (anyagok, épületgépészet, károsanyag kibocsátás stb. terén), valamint szerkezete, homlokzati kialakítása a lehető legnagyobb mértékben csökkentse a fenntartás költségeit. Ennek megfelelően az épületet földhő-hasznosítás segítségével fűtik és nulla károsanyag-kibocsátással (CO2 emisszió) üzemel.

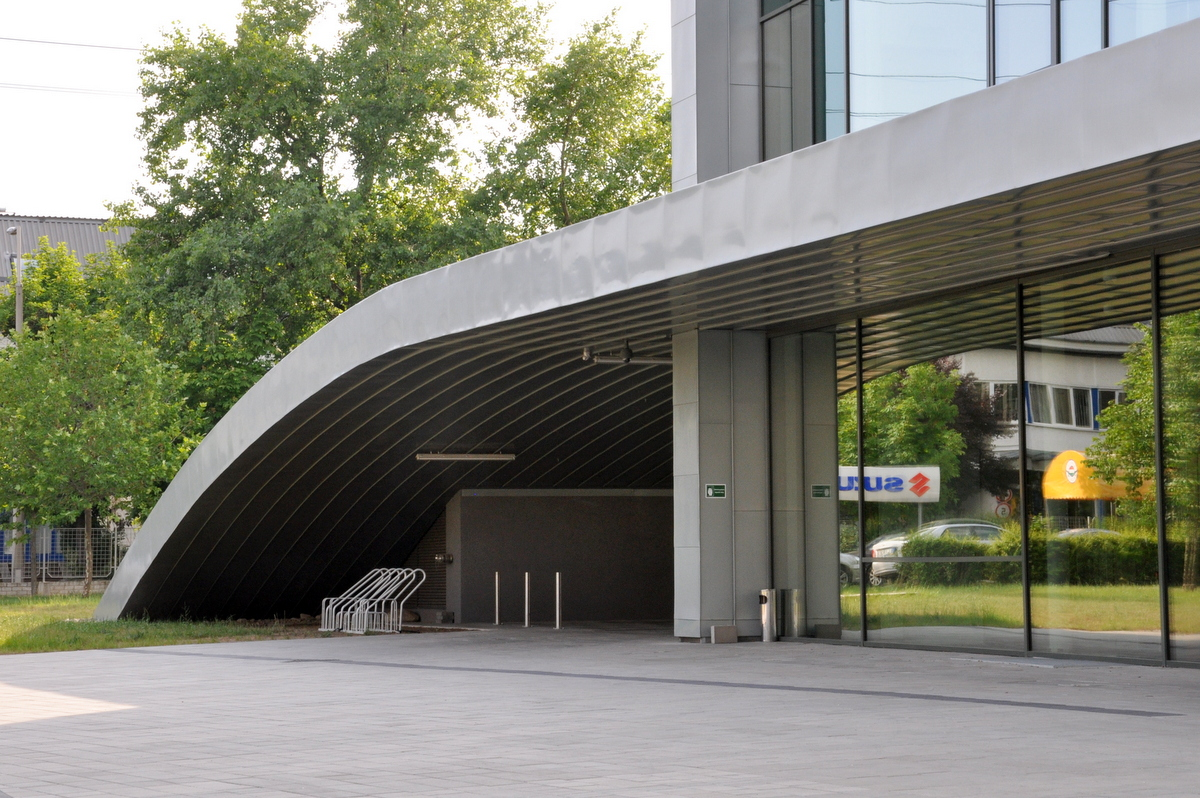
Az „a” betű szára

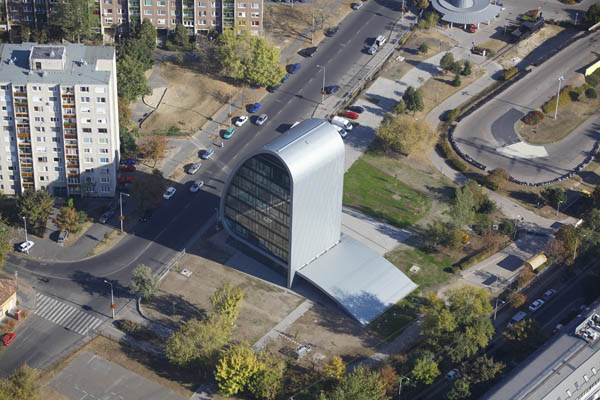
Magyar Autóklub Szolgáltató Központ, légi fotó

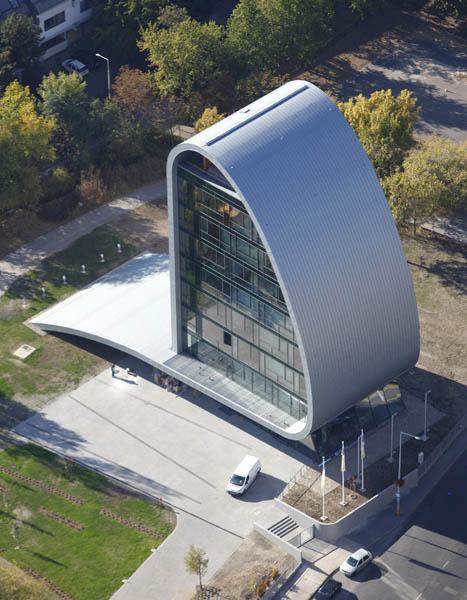
Magyar Autóklub Szolgáltató Központ légi felvételen

Az előkészületek és engedélyeztetések után a kivitelezés 2010-ben kezdődhetett meg, az ünnepélyes átadásra pedig 2011. november 11-én, 11 óra 11 perckor került sor (az Autóklub ebben a hónapban lett 111 éves).
Az épületben a földszint felett további hét emelet és egy tetőterasz található. A földszint és az első emelet közötti vonalban, az irodaház mellett kezdődik egy fém burkolatú masszív szalag, ami a két szint között egyenesen, majd onnét törés (és ablakok) nélkül öleli körbe a teljes épületet nyomtatott latin „a” betűt formázva. Az „a” betű szára (ami az épület mellett kezdődik) az irodaházhoz tartozó parkolóhelyek tetőjeként funkcionál. A fennmaradó két oldal teljes egészében három rétegű üveg burkolatot kapott.
A tervezés és kivitelezés költségeit az autóklub üzleti titokként kezeli, az ezt firtató Dömsödi Gábor újságírót pedig ki is tiltotta az átadó ünnepségről. Az ebből keletkezett botrány  illetve a MAK körüli pénzügyeket firtató egyéb kérdések aztán bejárták a teljes magyar (szak)sajtót.
Az irodaházzal együtt az addig a terület egészén elhelyezkedő Autóklub Vezetéstechnikai Központot is részben átépítették, felújították.
A központ egyetlen tulajdonosa a MAK, irodáit is kizárólag a MAK használja.

## Külső hivatkozások
- "A" mint Autóklub Archiválva 2011. december 27-i dátummal a Wayback Machine-ben – Építészfórum, 2011. július 7.
- A Wikimédia Commons tartalmaz Magyar Autóklub Szolgáltató Központ témájú kategóriát.